# زبان شبکی
زبان شَبَکی، زبانی از خانوادهٔ شمال‌غربی ایرانی و از شاخهٔ زبان‌های زازا-گورانی است. کردهای شبک در شمال عراق، در پیرامون شهر موصل بدین زبان سخن می‌گویند. برپایهٔ برآوردهای صورت‌گرفته در سال ۱۹۸۹ میلادی، شمار گویش‌وران زبان شَبَکی نزدیک به ۱۰هزار تا ۲۰هزار نفر تخمین زده شده‌است.

## مقایسه برخی از واژگان زبان شبکی بافارسیوزبان‌های شمال غربی ایرانی
| شبکی | فارسی | لکی  | هورامی | کردی سورانی | مازندرانی | گیلکی |
| ---- | ----- | ---- | ------ | ----------- | --------- | ----- |
| چەم  | چشم   | چەم  | چەم    | چاو         | چشم       | چوشم  |
| زوان | زبان  | زوان | زوان   | زمان/زوان   | زوان      | زەوان |

ضمیر
| شبکی  | فارسی       | لکی        | هورامی   | کردی سورانی | مازندرانی | گیلکی |
| ----- | ----------- | ---------- | -------- | ----------- | --------- | ----- |
| ئەمن  | من          | مە،مەنی    | من/ئەمن  | من/مین      | من        |       |
| ئەتو  | تو          | تو         | ئەتو, تو | تو, تو      | ته, تو    |       |
| هیمه  | ما          | ئیمە،هیمه  | ما       | ئێمه        | ئیمه      |       |
| ئیشما | شما         | هومه       | شیما     | ئێوه        | شیما      |       |
| ایشان | ایشان, آنها | اوان,ایشون | آده      | اوان        | وی شون    |       |